# Club Patí Manlleu
El Club Patí Manlleu, abreviadamente CP Manlleu, es un equipo de hockey sobre patines con sede en localidad de Manlleu, en la comunidad autónoma de Cataluña. Actualmente el equipo femenino disputa la OK Liga Femenina y el masculino la OK Liga Plata. También posee sección de patinaje artístico.

## Historia
Fundado en 1973, el primer éxito del club fue el ascenso del equipo femenino a la OK Liga Femenina en 2012.
En 2015 el equipo logra el primer título del club, la Copa de la Reina, en la final disputada en Lloret de Mar, ante el Club Patí Voltregà y en 2016 pierde la final de la Copa de Europa ante el mismo rival en la tanda de penaltis.
En la temporada 2019/20 consigue el título de la OK Liga Femenina. 
En la temporada 2020-21 consigue su segundo título de copa tras vencer a Hoquei Club Palau de Plegamans, trofeo que revalida en la temporada siguiente ante el mismo rival.
El equipo masculino logró el ascenso a la OK Liga en 2020 y 2016, descendiendo de categoría en 2015, 2017 y 2022.

## Palmarés
Equipo femenino:
- 3 Copa de la Reina (2015, 2021 y 2022)
- 1 Ok Liga Femenina (2019/20)